# Nowosolna (gmina)
Pour les articles homonymes, voir Nowosolna.
Nowosolna est une gmina (commune) rurale (gmina wiejska) du powiat de Łódź-est, dans la Łódź, dans le centre de la Pologne.
Son siège administratif (chef-lieu) est l'ancien village de Nowosolna, bien que celui-ci fasse désormais partie du district (arrondissement) de Widzew de la ville de Łódź, et n'est donc pas situé dans la gmina.
La gmina couvre une superficie de 53,98 km2 pour une population de 3 788 habitants en 2006.

## Géographie
La gmina inclut les villages et localités de :
- Boginia
- Borchówka
- Borki
- Byszewy
- Dąbrowa
- Dąbrówka
- Głogowiec
- Grabina
- Janów
- Kalonka
- Kopanka
- Ksawerów
- Lipiny
- Moskwa
- Natolin
- Niecki
- Nowe Skoszewy
- Plichtów
- Stare Skoszewy
- Teolin
- Wiączyń Dolny
- Wódka

### Gminy voisines
La gmina de Nowosolna est voisine de:

la ville de :
- Łódź

et les gminy:
- Andrespol
- Brzeziny
- Stryków

## Administration
De 1975 à 1998, le village était attaché administrativement à l'ancienne voïvodie de Łódź.

Depuis 1999, il fait partie de la nouvelle voïvodie de Łódź.

## Structure du terrain
D'après les données de 2007, la superficie de la commune de Nowosolna de 53,98 kilomètres carrés, répartis comme telle :
- terres agricoles : 70 %
- forêts : 23 %

La commune représente 10,80 % de la superficie du powiat.

## Démographie
Données du 31 décembre 2007 :
| Description        | Total  | Total | Femmes | Femmes | Hommes | Hommes |
| ------------------ | ------ | ----- | ------ | ------ | ------ | ------ |
| Unité              | Nombre | %     | Nombre | %      | Nombre | %      |
| Population         | 3 955  | 100   | 2 044  | 51,7   | 1 911  | 48,3   |
| Densité (hab./km²) | 73     | 73    | 38     | 38     | 35     | 35     |